# Bakary Soro
Pour les articles homonymes, voir Soro.
Bakary Soro, né le 5 décembre 1985 à Anyama (Côte d'Ivoire), est un footballeur ivoirien évoluant au poste de défenseur à Şanlıurfaspor.

## Carrière
Repéré alors qu'il jouait à l'ASEC Mimosas, en Côte d'Ivoire, Bakary Soro signe au Charlton Athletic Football Club en 2007, mais ne jouera pas dans l'équipe première. Lors de la saison 2008-2009, avec le FC Lorient, il est victime d'une rupture des ligaments croisés du genou. Durant l'été 2009, il résilie son contrat avec Charlton. Après un essai concluant à l'AC Arles-Avignon, il signe dans ce club le 22 décembre 2009. Il y retrouve son compatriote Maurice-Junior Dalé. Après trois saisons et demie, il quitte le club provençal pour Orduspor, club tout juste relégué en deuxième division turque avant de rejoindre Osmanlıspor à l'été suivant.

## Statistiques
| Saison                | Club                  | Championnat           | Championnat | Championnat | Coupe nationale | Coupe nationale | Coupe de la Ligue | Coupe de la Ligue | Barrages d'accession | Barrages d'accession | Total | Total |
| Saison                | Club                  | Division              | M.          | B.          | M.              | B.              | M.                | B.                | M.                   | B.                   | M.    | B.    |
| 2008-2009             | FC Lorient            | Ligue 1               | 11          | 0           | 0               | 0               | 0                 | 0                 | -                    | -                    | 11    | 0     |
| Sous-total            | Sous-total            | Sous-total            | 11          | 0           | 0               | 0               | 0                 | 0                 | 0                    | 0                    | 11    | 0     |
| 2009-2010             | AC Arles-Avignon      | Ligue 2               | 17          | 0           | -               | -               | -                 | -                 | -                    | -                    | 17    | 0     |
| 2010-2011             | AC Arles-Avignon      | Ligue 1               | 28          | 0           | 1               | 0               | 0                 | 0                 | -                    | -                    | 29    | 0     |
| 2011-2012             | AC Arles-Avignon      | Ligue 2               | 29          | 2           | 1               | 0               | 0                 | 0                 | -                    | -                    | 30    | 2     |
| 2012-2013             | AC Arles-Avignon      | Ligue 2               | 33          | 0           | 2               | 0               | 3                 | 0                 | -                    | -                    | 38    | 0     |
| Sous-total            | Sous-total            | Sous-total            | 107         | 2           | 4               | 0               | 3                 | 0                 | 0                    | 0                    | 114   | 2     |
| 2013-2014             | Orduspor              | PTT 1. Lig            | 30          | 2           | 0               | 0               | -                 | -                 | 2                    | 0                    | 32    | 2     |
| Sous-total            | Sous-total            | Sous-total            | 30          | 2           | 0               | 0               | 0                 | 0                 | 2                    | 0                    | 32    | 2     |
| 2014-2015             | Osmanlıspor           | PTT 1. Lig            | 29          | 2           | 0               | 0               | -                 | -                 | -                    | -                    | 29    | 2     |
| 2015-2016             | Osmanlıspor (prêt)    | PTT 1. Lig            | 8           | 0           | 2               | 0               | -                 | -                 | 0                    | 0                    | 10    | 0     |
| Sous-total            | Sous-total            | Sous-total            | 37          | 2           | 2               | 0               | 0                 | 0                 | 2                    | 0                    | 41    | 2     |
| 2016-2017             | Şanlıurfaspor         | PTT 1. Lig            | 9           | 0           | 0               | 0               | -                 | -                 | 0                    | 0                    | 9     | 0     |
| Sous-total            | Sous-total            | Sous-total            | 9           | 0           | 0               | 0               | 0                 | 0                 | 0                    | 0                    | 9     | 0     |
| Total sur la carrière | Total sur la carrière | Total sur la carrière | 196         | 6           | 6               | 0               | 3                 | 0                 | 4                    | 0                    | 209   | 6     |